# Puffa di qua, puffa di là/Buon compleanno Grande Puffo
Puffa di qua, puffa di là/Buon compleanno Grande Puffo è il ventottesimo singolo della cantante italiana Cristina D'Avena, pubblicato nel 1986 e distribuito da C.G.D. Messaggerie Musicali S.p.A.

## I brani
Come per i due singoli precedenti, entrambe le canzoni sono legate alla stessa opera. Il brano Puffa di qua, puffa di là è composto da Giordano Bruno Martelli ed è l'ottava sigla dell'edizione italiana de I Puffi. La base musicale della canzone fu utilizzata anche per una versione olandese del brano del 1987 dal titolo Hoor je ze hier, zie je ze daar?
Buon compleanno Grande Puffo è l'adattamento italiano di De Grote Smurf is Jarig canzone ispirata alla serie animata. Il brano non ha mai avuto una pubblicazione su un album o raccolta fino al 2008 con la pubblicazione dell'album Cristina D'Avena e i tuoi amici in TV 21.
I testi italiani di entrambe le canzoni sono stati rispettivamente scritti e adattati da Alessandra Valeri Manera. Il singolo raggiunse la quindicesima posizione dei 45 giri più venduti.

## Tracce
- LP: FM 13144

Lato A
Testi di Alessandra Valeri Manera, musiche di Giordano Bruno Martelli; edizioni musicali SEPP, Anihanbar Music Company e Canale 5 Music.
1. Cristina D'Avena – Puffa di qua, puffa di là – 2:16

Lato B
Testi e musiche di Frank Rover e Alinvest.
1. Cristina D'Avena – Buon compleanno Grande Puffo – 2:10 (edizioni musicali Dutchy Publishing e Canale 5 Music)

## Produzione
- Alessandra Valeri Manera – Produzione artistica e discografica
- Direzione Creativa e Coordinamento Immagine Mediaset – Grafica

## Produzione e formazione dei brani

### Puffa di qua, puffa di là
- Giordano Bruno Martelli – Produzione e arrangiamento
- Tonino Paolillo – Registrazione e mixaggio al Mondial Sound Studio, Milano
- Orchestra di Giordano Bruno Martelli – Esecuzione brano
- Il Piccolo Coro dell'Antoniano – Cori
- Mariele Ventre – Direzione coro

### Buon compleanno Grande Puffo
- Giordano Bruno Martelli – Produzione, arrangiamento, direzione orchestra e supervisione musicale
- Tonino Paolillo – Registrazione e mixaggio al Mondial Sound Studio, Milano
- Orchestra di Giordano Bruno Martelli – Esecuzione brano

## Pubblicazioni in album e raccolte
Puffa di qua, puffa di là è stata inserita in diversi album mentre Buon compleanno Grande Puffo ha avuto solo 2 pubblicazioni su due album in CD:
| Anno | Album                                    | Titolo                       | Versione                   |
| ---- | ---------------------------------------- | ---------------------------- | -------------------------- |
| 1986 | Fivelandia 4                             | Puffa di qua, puffa di là    | Versione originale         |
| 1987 | Puffiamo all'avventura                   | Puffa di qua, puffa di là    | Versione originale         |
| 1993 | Le canzoni dei Puffi                     | Puffa di qua, puffa di là    | Versione taglio televisivo |
| 1997 | Un mondo di amici                        | Puffa di qua, puffa di là    | Versione originale         |
| 2005 | Cristina D'Avena e i tuoi amici in TV 18 | Puffa di qua, puffa di là    | Versione originale         |
| 2006 | Fivelandia 3 & 4                         | Puffa di qua, puffa di là    | Versione originale         |
| 2006 | Fivelandia 4                             | Puffa di qua, puffa di là    | Versione originale         |
| 2006 | Le canzoni dei Puffi                     | Puffa di qua, puffa di là    | Versione originale         |
| 2006 | Puffiamo all'avventura                   | Puffa di qua, puffa di là    | Versione originale         |
| 2006 | Crocodile Music                          | Puffa di qua, puffa di là    | Versione originale         |
| 2008 | Le canzoni di Nonna Pina Story           | Puffa di qua, puffa di là    | Versione originale         |
| 2008 | Cristina D'Avena e i tuoi amici in TV 21 | Buon compleanno Grande Puffo | Versione originale         |
| 2010 | Puffi che passione                       | Puffa di qua, puffa di là    | Versione originale         |
| 2010 | Puffi che passione                       | Buon compleanno Grande Puffo | Versione originale         |